# Гаманюк Леонід Юхимович
Гаманюк Леонід Юхимович (нар. 22 червня 1941, Кам'янське) — український політик та державний діяч, депутат Верховної Ради України 2-го скликання, заслужений будівельник України, почесний громадянин Кам'янського.
Національне агентство України з питань забезпечення ефективного використання енергетичних ресурсів, заст. Голови — начальник Державної інспекції з енергоощадження — головний державний інспектор з енергоощадження (травень—червень 2006).

## Біографія
Уродженець Дніпропетровської області.

### Освіта
1957 року — після закінчення середньої школи навчався в ремісничому училищі.
Промислово-транспортний технікум, вечірнє відділення (1967), технік-механік з експлуатації автомобільного транспорту. Дніпродзержинський індустріальний інститут, заочне відділення (1974), інженер-механік.

### Трудова діяльність
1959 рік — слюсар-сантехнік Дніпровської державної районної гідроелектростанції.
1960—1962 роки — служба в армії. Працював водієм санепідемстанції, автобусно-таксомоторного парку.
З 1965 року — механік, інженер.
1967—1970 роки — начальник автоколони, заступник директора, Дніпродзержинське АТП 03111.
1970—1973 роки — завідувач транспортного відділу.
1973—1977 роки — голова планової комісії, Дніпродзержинський міський виконавчий комітет.
1977—1981 роки — начальник автобази (м. Кременчук); заступник начальника, Кременчуцьке училище цивільної авіації.
1981—1982 роки — директор, Дніпродзержинський завод продовольчих товарів.
1982—1985 роки — начальник АТП N 03126 м. Дніпродзержинська.

### Політична діяльність
Народний депутат України 2 скликання з 04.1994 (2-й тур) до 04.1998 роки, Дніпровський виборчий округ N 84, Дніпропетровська область, висунутий трудовим колективом. 
Член Комітету з питань бюджету. 
Член групи «Єдність».
На час виборів: Дніпропетровська обласна державна адміністрація, 1-й заступник голови.
З березня 1985 року — завідувач відділу комунального господарства, заступник голови, з 1989 року — 1-й заступник голови, з 05.1990 року — голова, Дніпродзержинський міський виконавчий комітет.
З лютого 1991 року — голова, Дніпродзержинська міська рада.
1992—1994 роки — 1-й заступник голови, Дніпропетровська обласна державна адміністрація.
1995—1996 роки — заступник  голови з питань регіональної політики, Дніпропетровська обласна державна адміністрація.
1999—2000 роки — заступник голови Державного комітету України з енергозбереження.
2000—2006 роки — головний державний інспектор з енергозбереження, Державна інспекція з енергозбереження.

## Нагороди та звання
Заслужений будівельник України (08.1995).
Орден «За заслуги» III (04.1998), II (12.2001), I ст. (06.2006). 
Медалі: «За доблесну працю. На ознаменування 100-річчя з дня народження В. І. Леніна» (1970), «Ветеран праці» (1988). Подяка КМ України (2001). 
Нагрудний знак Головдержслужби України «За сумлінну працю» (2003).
Медаль «10 років незалежності України» (2003). 
Відзнака Державного комітету енергозбереження України «Знак пошани». 
Подяка Київського міського голови (2003). 
Міжнародна нагорода «Лаври слави» (2004). 
Почесний громадянин м. Дніпродзержинська (2001).

## Джерело
- Довідка